# Morski Dywizjon Lotniczy
Morski Dywizjon Lotniczy – oddział lotnictwa Marynarki Wojennej II RP z siedzibą w Pucku.

## Historia
Dogodne warunki w Pucku (wody zatoki i płaski brzeg), były powodem dla którego Cesarstwo Niemieckie na przełomie 1911/1912 utworzyło lotniczą stację badawczą Marynarki Wojennej, rok później powstał dywizjon morski.

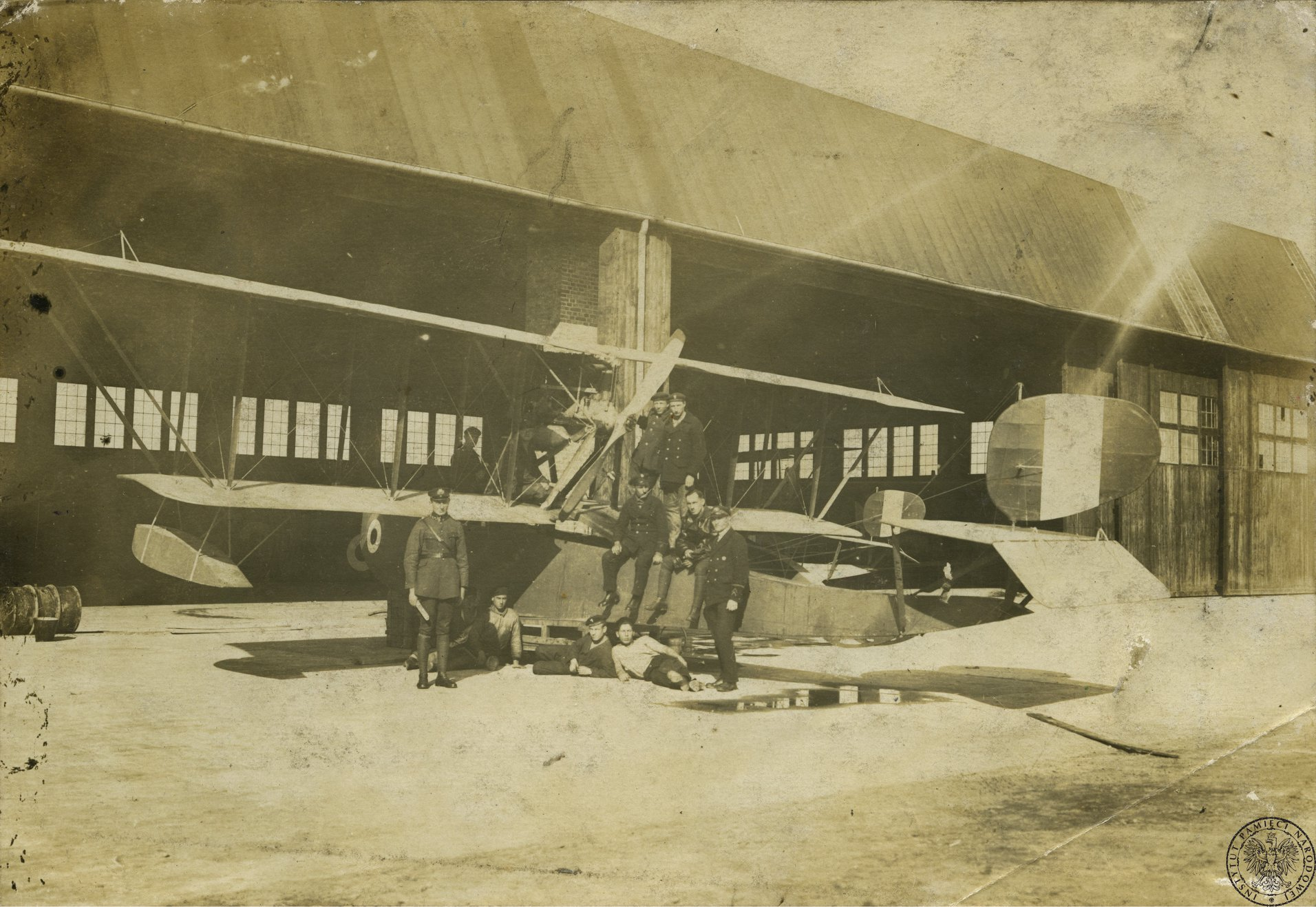
Montaż łodzi latającej FBA S-4

Po odzyskaniu niepodległości przez Polskę i zajęciu Pucka 10 lutego 1920, zagospodarowano teren po byłej jednostce niemieckiej. Były to koszary, pole wzlotów, hangary, basen dla wodnopłatowców oraz drogę do ich przetaczania. Przejęto także kilka mocno wyeksploatowanych wodnopłatowców. Teren został oddany do dyspozycji marynarzom z 1 Batalionu Morskiego, którzy 10 lutego 1920 wzięli udział w uroczystym akcie zaślubin Polski z morzem. Rozkazem dowódcy 1 Batalionu Morskiego został utworzony pluton lotniczy, którego dowództwo objął kpt. pil. Wiktoryn Kaczyński. 27 maja 1920 został on mianowany komendantem jednostki lotnictwa morskiego i powierzono mu zadanie zorganizowania eskadry szkolnej.
Pierwszą maszyną bazy był odbudowany wodnosamolot FF.33 h, na którym odbył swój pierwszy lot 15 lipca 1920 pil. Andrzej Zubrzycki. W sierpniu zakupiono w Gdańsku dwa kolejne samoloty FF.33 (w wersji e i l) oraz FF.49 i Lübeck-Travemünde F4. Do końca roku 1920 zakupiono także wodnosamoloty Hansa-Brandeburg NW i Sablatnig SF-5. Stan jednostki zasiliły również samoloty lądowe Fokker D.VII i Albatros B.II.

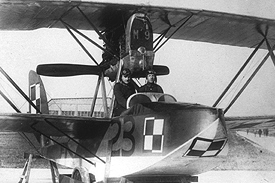
Macchi M.9 w polskich barwach

Latem 1921 Departament Spraw Morskich za pośrednictwem Polskiej Misji Zakupów i firm prywatnych zakupił we Włoszech 7 szkolnych wodnosamolotów FBA S-4 (z 1917 roku) i 9 rozpoznawczych Nieuport Macchi M 9. Samoloty drogą morską dostarczono do Gdańska na pokładzie statku Rosa Alba. W sierpniu samoloty w częściach dostarczono koleją do Pucka. Z braku personelu technicznego i odpowiednich do montażu urządzeń sprzęt pozostał w skrzyniach. Dopiero w czerwcu 1922 przybył personel z Włoch i rozpoczęto montaż samolotów, jednak zużycie sprzętu, jak i długie magazynowanie doprowadziło do skasowania wszystkich samolotów FBA S-4, a wodnopłatowce Nieuport M.9 dopuszczono warunkowo do eksploatacji zabraniając na nich „gwałtownych ewolucji”. Oblotu M.9 dokonał Adolf Stempkowski. Samoloty te w służbie pozostały do 1926.
W listopadzie 1921 Baza Lotnictwa Morskiego i Szkoła Lotników Morskich przekształcone zostały w jednostkę noszącą nazwę Lotnictwo Morskie i podporządkowaną Dowództwu Obrony Wybrzeża z siedzibą w Pucku. 15 maja 1922 Lotnictwo Morskie podporządkowane zostało dowódcy 2 Pułku Lotniczego w Krakowie jako Detaszowany Dywizjon Lotniczo-Wywiadowczy z bazą w Pucku. 15 sierpnia 1922 w czasie obchodów rocznicy „Cudu nad Wisłą” doszło do tragicznej katastrofy, w wyniku której zginęło 8 osób a wielu było rannych.
W połowie 1923 pododdział przemianowany został na Morski Dywizjon Lotniczy, który pod względem personalnym i zaopatrzenia w sprzęt podlegał szefowi Departamentu IV Żeglugi Powietrznej Ministerstwa Spraw Wojskowych, a pod względem taktycznym i wyszkolenia dowódcy Floty. 6 października 1923 podczas lotu nad Zatoką Pucką kadłub jednego z testowanych samolotów Nieuport Macchi M 9 przełamał się na pół i spadł do morza. W wyniku tej katastrofy zginęła załoga: kpt. obs. Wiktor Karczewski i por. pil. Ludwik Patalas.

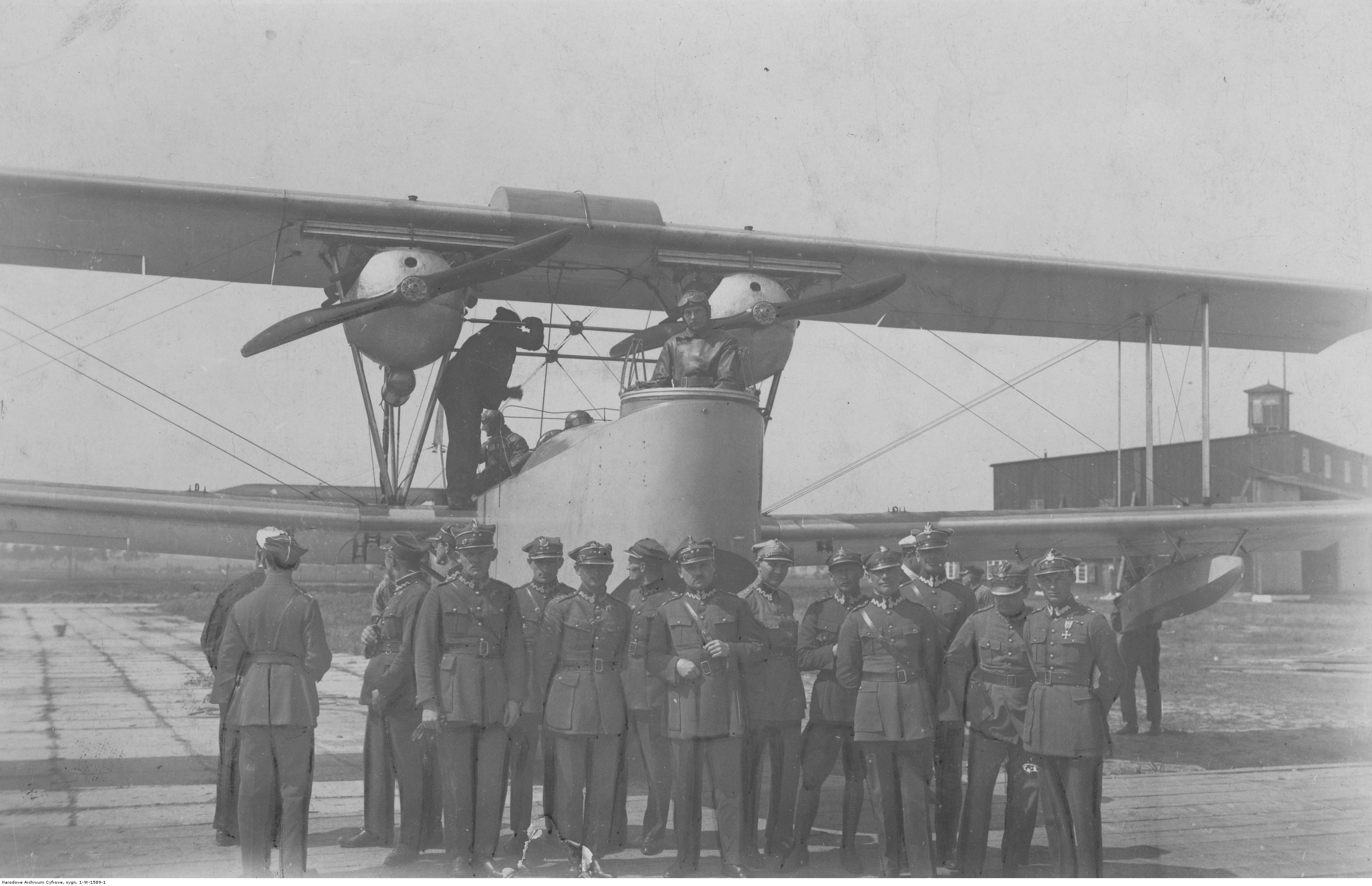
Grupa żołnierzy przy łodzi latającej LeO H.135B3 Morskiego Dywizjonu Lotniczego

W latach 1924–1927 zakupiono we Francji nowe maszyny. Były to 4 łodzie latające LeO H.13B (w służbie od marca 1925), 7 amfibii patrolowych LeO H.135B3 (w służbie od 1927). W 1926 roku zakupiono: 4 szkolno-łącznikowe łodzie latające CAMS-30E, 8 dwusilnikowych bombowo-patrolowych łodzi latających Latham 43HB3 i 16 szkolno-łącznikowych amfibii Schreck FBA-17H.
W 1927 roku Dywizjon składał się z eskadry szkolnej, eskadry bliskiego rozpoznania, eskadry dalekiego rozpoznania i bombardowania, plutonu łączności, fotogrametrii i pomocniczego pododdziału administracyjnego. Z polecenia Ministerstwa Spraw Wojskowych, dywizjon przydzielił kilka wodnosamolotów FBA-17 wraz z personelem, tworząc na terenie Pińska, Samodzielny Lotniczy Pluton Wodnosamolotów Rzecznych, przemianowany później na Rzeczną Eskadrę Lotniczą.

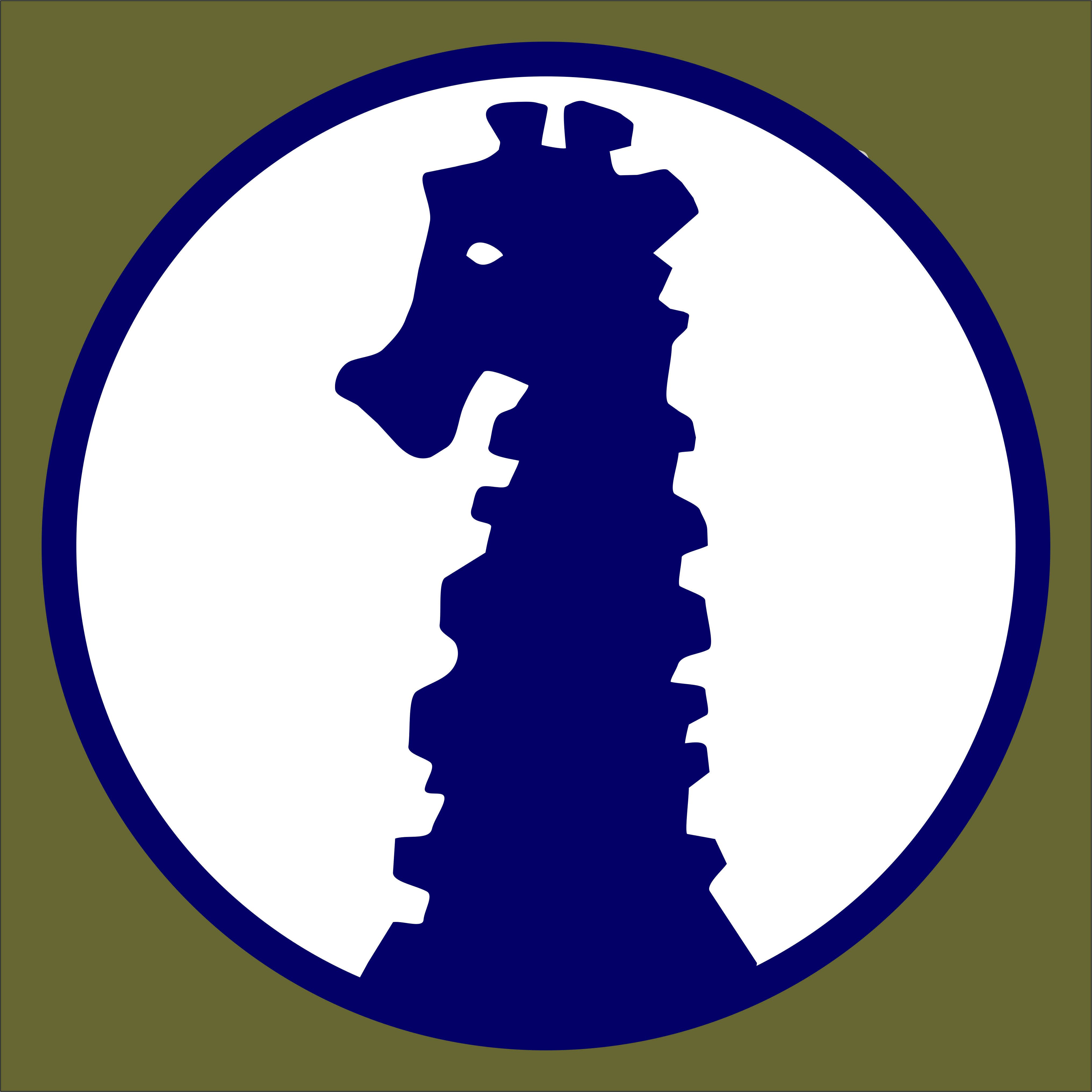
Znak malowany na samolotach I eskadry dalekiego rozpoznania

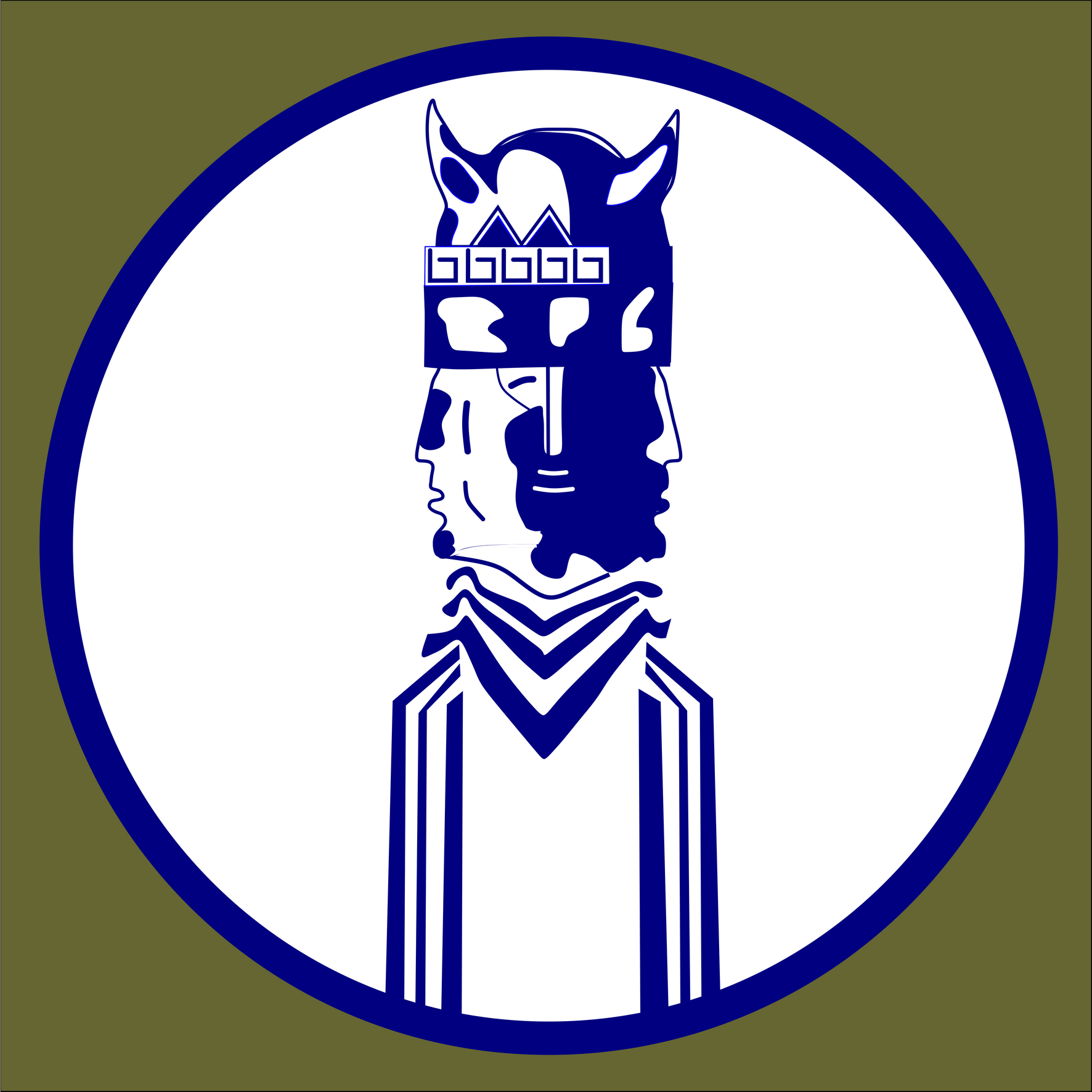
Znak malowany na samolotach II eskadry bliskiego rozpoznania

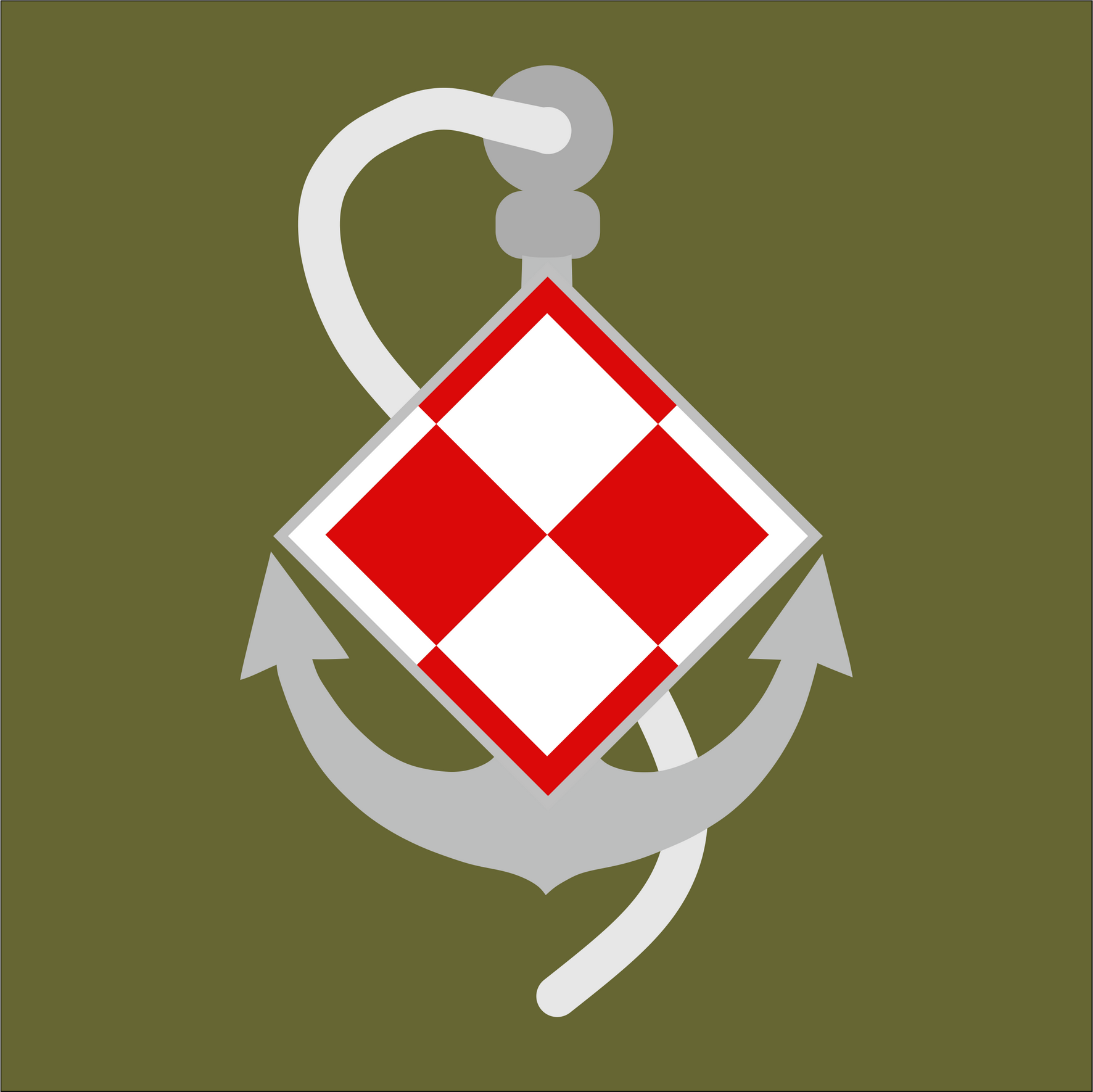
Znak malowany na samolotach rzecznej eskadry lotniczej

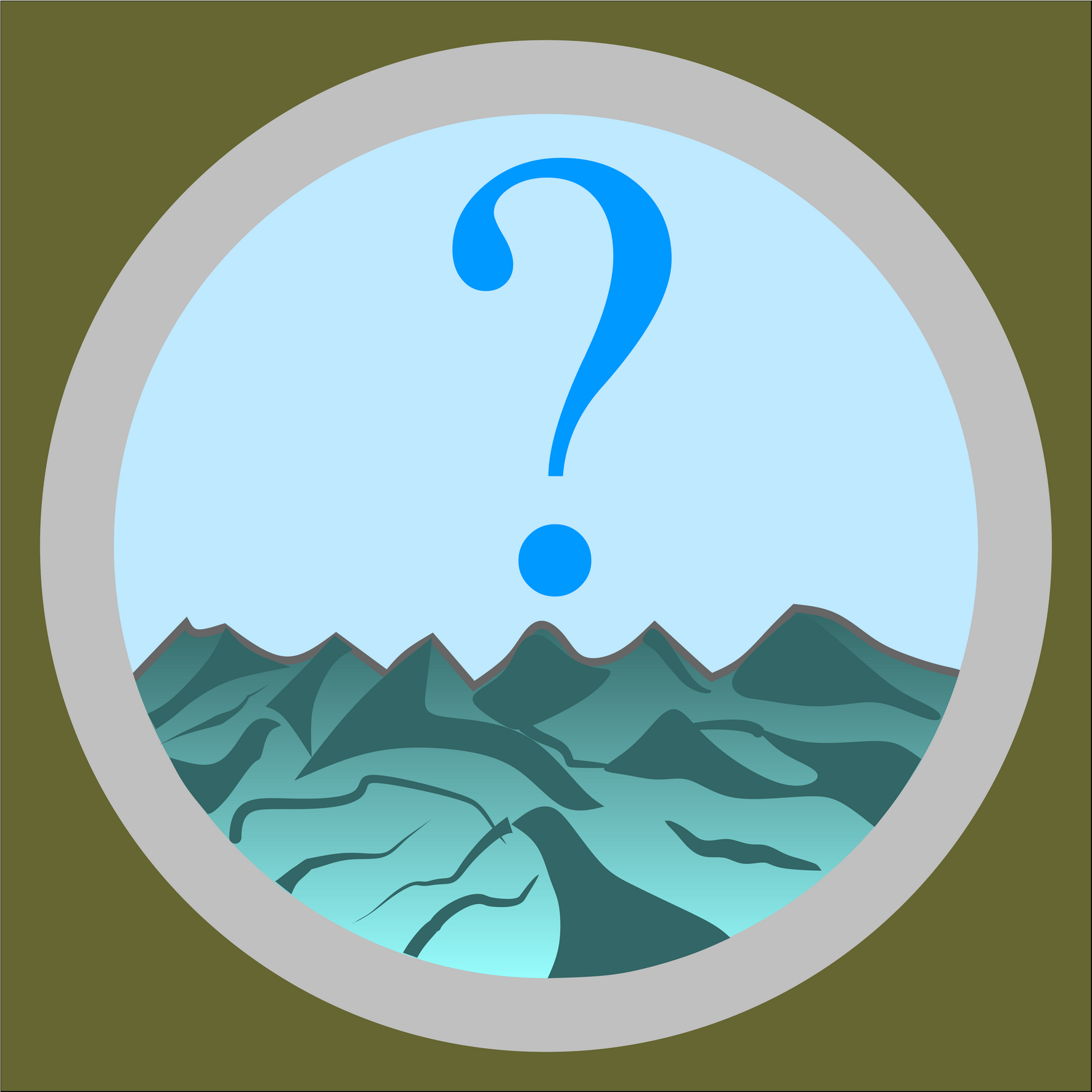
Znak malowany na samolotach eskadry szkolnej dywizjonu

23 grudnia 1929 dokonano zmian w organizacji morskiego dywizjonu lotniczego na stopie pokojowej Oddz. I Szt. Gen. L. 13000/Org.24 polegających na powiększeniu etatu drużyny dowódcy dywizjonu o dwóch oficerów młodszych (administracyjno-materiałowego i żywnościowego), przemianowaniu oficera ewidencji personalnej na oficera mobilizacyjnego oraz zmianie etatu kwatermistrza z oficera młodszego (kapitan) na oficera sztabowego (major).

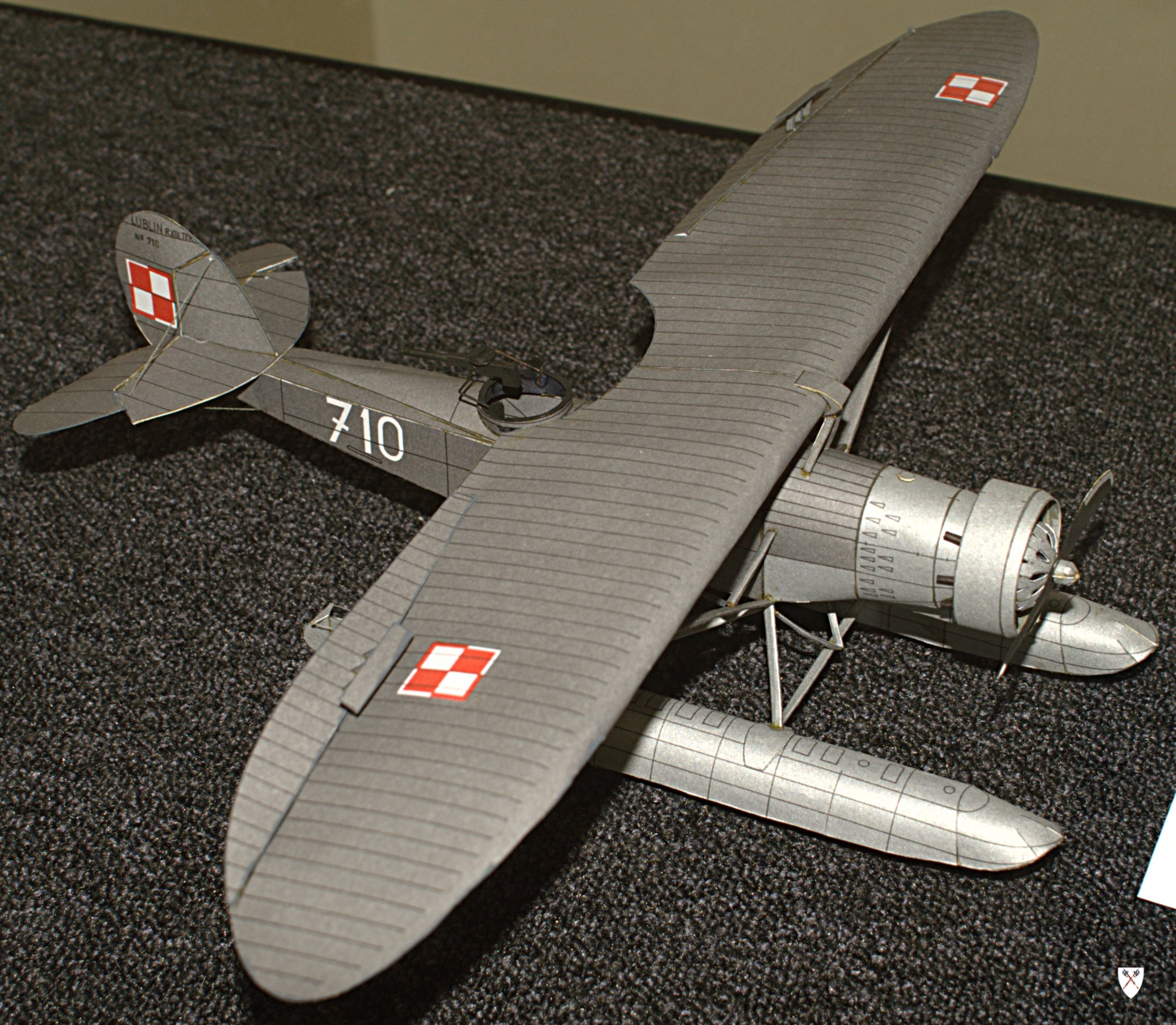
Model R-XIIIter w Pomorskim Muzeum Wojskowym

Na początku lat trzydziestych postanowiono unowocześnić i zunifikować wyposażenie Dywizjonu, stawiając na sprzęt rodzimej konstrukcji. Początkowo zakupiono 4 sztuki dwupłatowego samolotu Lublin R.VIII bis hydro i ter hydro oraz nowocześniejsze Lublin R.XIII. W 1932 wykonano prototyp i 3 egzemplarze w wersji R-XIII bis/hydro, do połowy 1934 roku dostarczono dalsze 10 sztuk w odmianie R-XIII ter/hydro z metalowymi pływakami. Rok później przekazano trzecią serię R-XIII G w ilości 6 samolotów, różniły się dwusterem, metalowymi śmigłami przestawialnymi oraz innymi drobnymi zmianami użytkowymi. Zakupiono także 5 sztuk samolotów szkolnych Bartel BM-5.
9 grudnia 1932 dywizjon włączony został w skład Marynarki Wojennej.
W 1934 skład MDL przedstawiał się następująco:
- I eskadra liniowa
- II eskadra liniowa
- IV eskadra szkolna
- pluton sztabowy
- rzeczna eskadra lotnicza

W składzie MDL brakowało III eskadry torpedowej. Próby prototypowego samolotu Lublin R-XX, jak i projekty samolotów LWS-5 i RWD-22 nie spełniały wymagań. Zdecydowano o zakupie za granicą nowoczesnych wodnosamolotów torpedowych. Wybrano włoski wodnosamolot CANT Z.506 B, w dniu 30 lipca 1938 podpisano umowę na dostarczenie 6 samolotów. Do Polski dotarł tylko jeden z tych samolotów, który przyleciał w dniu 27 sierpnia 1939 roku z Włoch do Pucka, przez Jugosławię, Węgry i Słowację.

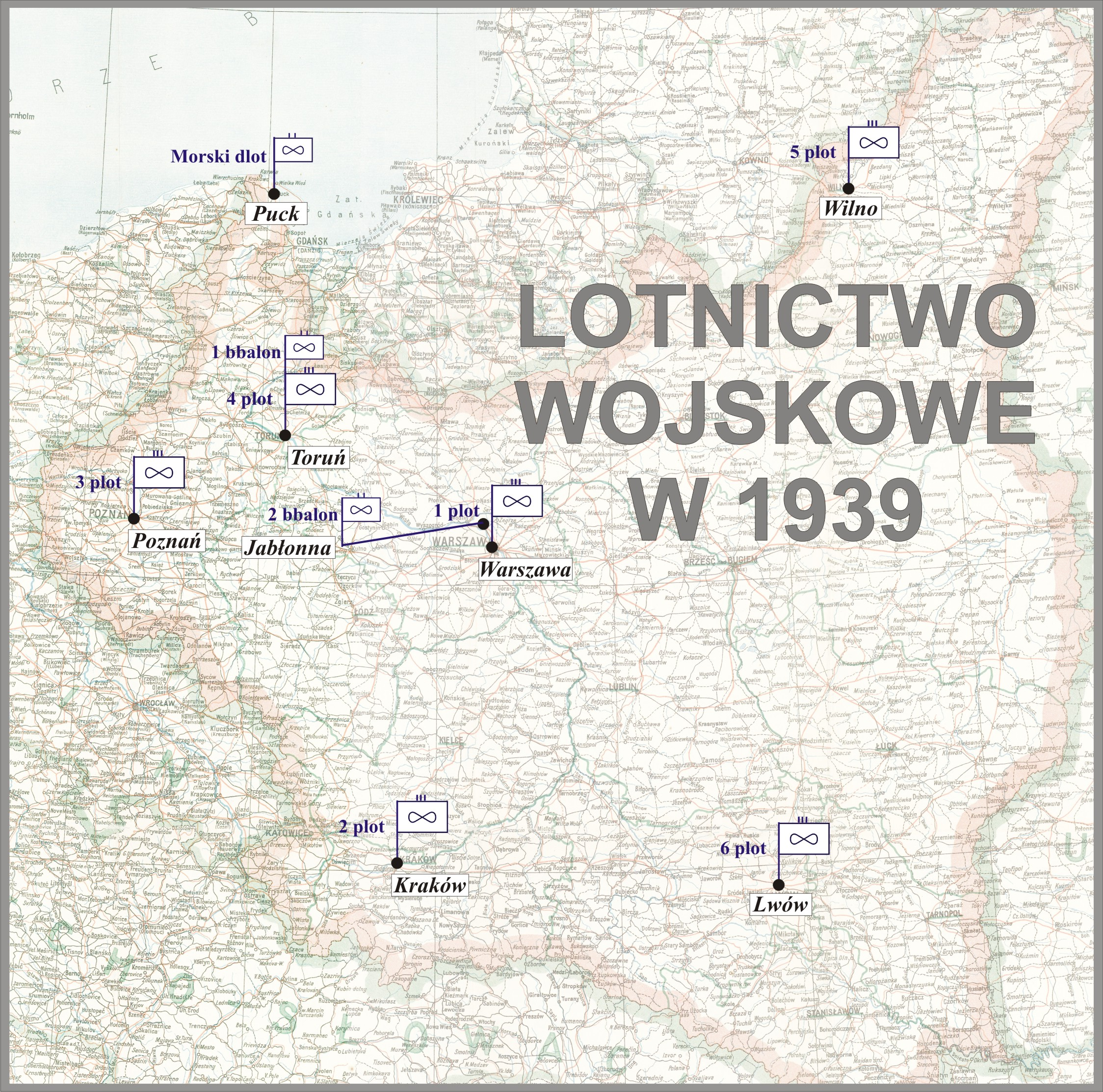
Lotnictwo wojskowe w 1939

1 sierpnia 1939 dywizjon posiadał 31 samolotów, wchodzących w skład eskadry szkolnej, wywiadowczej, liniowej i plutonu towarzyszącego. Na wyposażeniu pozostawało również kilka kutrów i okręt cel ORP „Ślązak”.
W sierpniu 1939 po zarządzeniu mobilizacji, MDL składał się z:
- I eskadry dalekiego rozpoznania
- II eskadry bliskiego rozpoznania

Eskadrę szkolną rozwiązano, a sprzęt i personel przydzielono do I i II eskadry. Pluton towarzyszący w Rumi (RWD-8, RWD-13 i Lublin R-XIII D) wszedł pod rozkazy Dowództwa Lądowej Obrony Wybrzeża. Personel MDL składał się z 285 ludzi, w tym 15 pilotów, 10 obserwatorów i 10 strzelców pokładowych.
I eskadra wyposażona była w 2 samoloty Lublin R-VIII ter i jeden wodnosamolot CANT Z.506B natomiast II eskadra posiadała na ewidencji 10 samolotów Lublin R-XIII ter i Lublin R-XIII G.

## Dywizjon w obronie Wybrzeża we wrześniu 1939
1 września około godz. 6.00 dwadzieścia samolotów Heinkel He 111 zbombardowało bazę dywizjonu w Pucku niszcząc między innymi koszary i magazyn amunicji. W czasie nalotu zginął dowódca komandor Edward Szystowski oraz 3 podoficerów i szeregowców. Niemieccy lotnicy raportowali zniszczenie kilkunastu wodnosamolotów, jednak żaden z polskich hydroplanów nie został zniszczony ani uszkodzony. Po nalocie zarządzono ewakuację wodnosamolotów, ludzi i sprzętu do wojennej bazy Dywizjonu w Juracie. Wodnosamoloty następnie zakotwiczono na Zatoce Puckiej przy brzegu Półwyspu Helskiego, w dużych odstępach, gdzie nie były jednak zamaskowane.
2 września załoga wodnosamolotu CANT Z.506B w składzie: kpt. mar. pil. Roman Borowiec, st. bsm. pil. T. Benetkiewicz, bsm. mech. F. Grzesiak, por. mar. K. Wilkanowicz, bsm. J. Kulakowski odleciała na Lubelszczyznę – na jezioro Siemień koło Parczewa, z międzylądowaniem na Wiśle koło Kozienic. 9 września 1939 roku wodnosamolot został tam uszkodzony, a 11 września zniszczony przez samoloty niemieckie.
Nowy dowódca Dywizjonu kmdr ppor. pil. Kazimierz Szalewicz proponował użyć wodnosamoloty do celów rozpoznawczych lub bombardowania pancernika „Schleswig-Holstein” ostrzeliwującego Westerplatte, lecz dowódca floty nie zaakceptował tego i pozostały one bez zadań bojowych (należy zaznaczyć, że lekkie bomby 12,5 kg nie mogły stanowić poważnego zagrożenia dla pancernika). Podczas ponawianych 3 września nalotów niemieckich wodnosamolotów, większość polskich maszyn została uszkodzona ogniem maszynowym i pozostał tylko jeden sprawny Lublin R-XIII G nr 714. 6 września załoga tego wodnosamolotu w składzie: por. mar. pil. Józef Rudzki i por. pil. obs. Zdzisław Juszczakiewicz wykonała nocny lot na rozpoznanie Zatoki Gdańskiej.
7 września około godz. 21.00 załoga wodnosamolotu Lublin R-XIII G nr 714 w składzie: por. mar. pil. Józef Rudzki i por. pil. obs. Zdzisław Juszczakiewicz wystartowała z 75 kg bomb z zadaniem ustalenia położenia oraz zbombardowania pancernika „Schleswig-Holstein”, okrętu jednak nie odnaleziono. W trakcie przelotu nad Gdańskiem porucznik Rudzki zbombardował, a por. Juszczakiewicz ostrzelał z karabinów maszynowych, niemiecką ludność świętującą na nocnej paradzie zwycięstwa zdobycie Wojskowej Składnicy Tranzytowej na Westerplatte. Brak jest jednak potwierdzenia takiego nalotu przeciw celom cywilnym w niemieckich źródłach. W locie powrotnym zaobserwowano koło Gdyni drugi niemiecki pancernik – „Schlesien”. Po zakończeniu zadania załoga wodowała w Juracie.
Następnego dnia, 8 września rano, nalot niemieckich wodnosamolotów uszkodził lub zniszczył wszystkie wodnosamoloty polskie zakotwiczone w rejonie Juraty, Kuźnicy i Chałup, z wyjątkiem RWD-17W ukrytego w lesie. Z uwagi na niemożność remontu, zatopiono następnie uszkodzone wodnosamoloty po wymontowaniu z nich karabinów maszynowych. MDLot został rozformowany, a jego personel wziął udział w walkach na lądzie w składzie sformowanych już wcześniej 1. i 2. Kompanii MDLot oraz Oddziału Przeciwdesantowego MDLot.
30 września dwóch oficerów usiłowało przedostać się wodnosamolotem RWD-17W do Szwecji, jednak samolot rozbił się 15 km od polskiego brzegu z powodu awarii silnika (załoga uratowała się)

## 1 Polska Morska Eskadra Bombowa we Włoszech
30 sierpnia 1939 kpt. mar. pil. Antoni Wacięga przekazał obowiązki dowódcy II eskadry liniowej kpt. mar. obs. Marianowi Janczewskiemu i tego samego dnia wieczorem, razem z pięcioma podoficerami, wyjechał koleją do Warszawy. Następnego dnia w Kierownictwie Marynarki Wojennej otrzymał zadanie opracowania powrotnego lotu wodnosamolotem Cant z Włoch do Polski. 3 września razem kmdr. por. inż. Tadeuszem Kinelem, kpt. mar. obs. Wiktorem Złotkowskim i inż. Wędrychowskim udał się do Parczewa z zadaniem przygotowania bazy dla wodnosamolotów Cant na pobliskim jeziorze Siemień. 5 września razem z podległymi podoficerami wyleciał samolotem PLL LOT z lotniska polowego pod Warszawą do Budapesztu. Następnego dnia wyjechał koleją do Włoch. 7 września przybył do Monfalcone, gdzie zameldował się u przewodniczącego Komisji odbiorczej wodnosamolotów kpt. mar. pil. Feliksa Baczyńskiego. W tym samym miesiącu z rozkazu attaché wojskowego w Rzymie, płk dypl. Mariana Romeyki z członków Komisji odbiorczej wodnosamolotów i grupy kapitana Wacięgi została utworzona 1 Polska Morska Eskadra Bombowa. Na stanowisko dowódcy eskadry wyznaczony został kapitan Baczyński. Po 18 października eskadra przeniosła się do Grignano k. Triestu. W tym czasie z rozkazu płk. Romeyki do eskadry wcielonych zostało 16 podoficerów lotnictwa, którzy ewakuowali się z obozów na Węgrzech. W czasie pobytu w Grignano personel eskadry szkolił się oraz rozpoczął naukę języka angielskiego. 10 stycznia 1940 eskadra wyjechała przez Francję do Anglii. 14 stycznia przybyła do Londynu. 7 stycznia 1940 w Grignano w ewidencji eskadry znajdowało się 5 oficerów, 7 podoficerów marynarki oraz 16 majstrów wojskowych.

## Kadra Morskiego Dywizjonu Lotniczego
Dowódcy dywizjonu
- kmdr ppor. pil. Wiktoryn Kaczyński (VII 1920 – XI 1922)
- mjr obs. Stanisław Bielawski (XI 1922 – III 1923)
- ppłk pil. Antoni Leonkow (III 1923 – III 1927)
- kmdr por. pil. Karol Trzasko-Durski (III 1927 – V 1933)
- kmdr por. pil. Edward Szystowski (V 1933 – 1 IX 1939)

Obsada oficerska dywizjonu w 1924 roku
ppłk Antoni Leonkow (dowódca), kpt. Władysław Iwanowski-Krawiec, kpt. Wincenty Braziewicz, kpt. Antoni Romanowski, por. Sergiusz Maciejewski, por. Edward Szystowski, por. Julian K. Rajs, por. Mieczysław Wiland, por. Jerzy Czechowicz, por. Jerzy Bohuszewicz, por. Stanisław Godek, por. Alfred Peszke, por. Feliks Ludwik Baczyński, por. Tadeusz Gronek, por. Czesław Wajcht
Obsada personalna dywizjonu we wrześniu 1939
- dowódca dywizjonu – kmdr por. pil. Edward Szystowski (poległ 1 IX)
- zastępca dowódcy – kmdr ppor. pil. Kazimierz Szalewicz (od 1 IX dowódca dywizjonu)
- oficer taktyczny – kpt. mar. pil. Aleksander Krawczyk
- oficer – por. mar. obs. Zdzisław Juszczakiewicz
- oficer – por. mar. obs. Edmund Pappelbaum[16]
- kwatermistrz – kpt. piech. Edmund Stanisław Kostka Brodzic-Żochowski[a]
- dowódca I Eskadry Dalekiego Rozpoznania – kpt. mar. pil. Roman Borowiec (do 2 IX)
- dowódca II Eskadry Bliskiego Rozpoznania – kpt. mar. obs. Marian Janczewski
- pilot i oficer taktyczny II Eskadry Bliskiego Rozpoznania – por. mar. pil. Kazimierz Kraszewski
- komendant Parku Lotniczego – por. mar. Bronisław Stolarczyk
- dowódca Oddziału Portowego – kpt. piech. Jan Herbut-Hejbowicz